# Ap Reinders
A.J.H.T.H. (Ap) Reinders (Hoofddorp, 20 februari 1973) is een Nederlandse econoom, bestuurder en partijloos politicus. Sinds 6 februari 2020 is hij burgemeester van Stichtse Vecht.

## Biografie

### Opleiding en loopbaan
Reinders ging van 1985 tot 1991 naar het atheneum-B aan het Christelijk Atheneum Adriaen Pauw in Heemstede en studeerde van 1991 tot 1995 algemene economie aan de Vrije Universiteit Amsterdam. Van 1995 tot 1997 werkte hij aan een proefschrift over arbeidsmarktstrategie en werkte als onderzoeker aan de Erasmus Universiteit Rotterdam.
Nadien was Reinders werkzaam in de consultancy, zo was hij in 1997 werkzaam bij EIM Small Business Research & Consultancy in Zoetermeer, van 1998 tot 1999 bij Vedior in Amsterdam en van 1999 tot 2005 bij KPMG in Amstelveen. Van 2005 tot 2014 was hij directeur-grootaandeelhouder van EVAR in Hoofddorp.
Naast zijn loopbaan vervulde Reinders diverse nevenfuncties. Zo was hij onder andere van voorzitter van de raad van commissarissen van kinderopvangorganisatie Partou en voorzitter van de rekenkamercommissie van Haarlemmermeer. Hij was ook ambassadeur van danceonomics.com.

### Politieke loopbaan
Van 2014 tot 2020 was Reinders namens HAP wethouder van Haarlemmermeer. Hij had in zijn portefeuille Economie en Ondernemerschap, Werk en inkomen (sociale zaken), Arbeidsmarktbeleid, Personeel, Inkoop- en aanbestedingsbeleid en Dienstverlening ondernemers. Daarnaast was hij verantwoordelijk voor het project centrumontwikkeling Hoofddorp en als locoburgemeester verantwoordelijk voor openbare orde en veiligheid.
Op 12 december 2019 werd Reinders door de gemeenteraad van Stichtse Vecht voorgedragen als nieuwe burgemeester. Op 24 januari 2020 werd hij door de ministerraad op voorstel van de minister van Binnenlandse Zaken en Koninkrijksrelaties voorgedragen voor benoeming bij koninklijk besluit. De benoeming ging in op 6 februari 2020 en op die datum werd hij ook geïnstalleerd.